# Morti nel 2008/Settembre
| Questa pagina contiene informazioni ricavate automaticamente dalle voci biografiche con l'ausilio del template Bio e di un bot. L'aggiornamento è periodico e automatico e ricostruisce completamente la pagina. Se manca una persona in questa lista, sei pregato di non aggiungerla, ma accertati piuttosto che la sua voce biografica contenga il template Bio e che i dati anagrafici siano correttamente compilati. Se il template Bio manca, inseriscilo tu stesso o, in alternativa, metti l'avviso {{tmp\|Bio}} che ne segnala la mancanza. Se i dati riportati sono sbagliati, correggi direttamente la voce biografica; le modifiche saranno visibili in questa lista entro pochi giorni. Per chiarimenti vedi il progetto biografie. La lista contiene solo le 138 persone che sono citate nell'enciclopedia e per le quali è stato implementato correttamente il template Bio. Pagina aggiornata al 2 ago 2025. |

- 1º settembre - Carl Kaufmann, velocista tedesco (n. 1936)
- 1º settembre - Don LaFontaine, doppiatore statunitense (n. 1940)
- 1º settembre - Michael Pate, attore e regista australiano (n. 1920)
- 1º settembre - Jerry Reed, cantautore e attore statunitense (n. 1937)
- 1º settembre - Oded Schramm, matematico israeliano (n. 1961)
- 1º settembre - Iorio Vivarelli, scultore italiano (n. 1922)
- 2 settembre - Jaroslav Beránek, cestista cecoslovacco (n. 1950)
- 2 settembre - Giovanni Cantagalli, martellista italiano (n. 1914)
- 2 settembre - Arne Domnérus, sassofonista e clarinettista svedese (n. 1924)
- 2 settembre - Michael Mallett, storico inglese (n. 1932)
- 2 settembre - Bill Melendez, animatore, doppiatore e regista messicano (n. 1916)
- 3 settembre - Bahia bint Antar, principessa marocchina
- 3 settembre - Françoise Demulder, fotografa francese (n. 1947)
- 3 settembre - Michael Hammer, ingegnere statunitense (n. 1948)
- 3 settembre - Luigi Marras, scultore italiano (n. 1922)
- 3 settembre - Joan Segarra, calciatore e allenatore di calcio spagnolo (n. 1927)
- 3 settembre - Pierre Van Dormael, musicista e compositore belga (n. 1952)
- 3 settembre - Pietro Zerbi, storico e presbitero italiano (n. 1922)
- 4 settembre - Bruno Chinellato, allenatore di calcio e calciatore italiano (n. 1946)
- 4 settembre - Joey Giardello, pugile statunitense (n. 1930)
- 4 settembre - Jurij Larionov, cestista sovietico (n. 1932)
- 4 settembre - Bruno Morassutti, architetto italiano (n. 1920)
- 4 settembre - Erik Nielsen, politico canadese (n. 1924)
- 5 settembre - Aureliano Brandolini, agronomo italiano (n. 1927)
- 5 settembre - Bob Cluggish, cestista statunitense (n. 1917)
- 5 settembre - Gian Paolo Falchi, politico italiano (n. 1947)
- 5 settembre - Doyle Parrack, cestista e allenatore di pallacanestro statunitense (n. 1921)
- 5 settembre - Luis Santibáñez, allenatore di calcio cileno (n. 1936)
- 5 settembre - Mila Schön, stilista italiana (n. 1916)
- 5 settembre - Evan Tanner, artista marziale misto statunitense (n. 1971)
- 6 settembre - Antonio Innocenti, cardinale e arcivescovo cattolico italiano (n. 1915)
- 6 settembre - Anita Page, attrice statunitense (n. 1910)
- 7 settembre - Peter Glossop, baritono inglese (n. 1928)
- 7 settembre - Don Haskins, cestista e allenatore di pallacanestro statunitense (n. 1930)
- 7 settembre - Giuliana Lanata, filologa classica e traduttrice italiana (n. 1931)
- 7 settembre - Gregory Mcdonald, scrittore statunitense (n. 1937)
- 8 settembre - Petăr Šiškov, cestista e allenatore di pallacanestro bulgaro (n. 1924)
- 8 settembre - Gianfranco Sobrero, ciclista su strada italiano (n. 1930)
- 8 settembre - Chris Witchhunter, batterista tedesco (n. 1965)
- 8 settembre - Hector Zazou, compositore e produttore discografico francese (n. 1948)
- 9 settembre - Jacob Lekgetho, calciatore sudafricano (n. 1974)
- 9 settembre - Bheki Mseleku, musicista e compositore sudafricano (n. 1955)
- 9 settembre - Nouhak Phoumsavanh, rivoluzionario, politico e patriota laotiano (n. 1910)
- 9 settembre - Tuomo Ristola, cestista finlandese (n. 1930)
- 10 settembre - Achille Ardigò, sociologo e politico italiano (n. 1921)
- 10 settembre - Raimondo Bucher, apneista italiano (n. 1912)
- 10 settembre - Rocco Coletta, politico italiano (n. 1928)
- 10 settembre - Vernon Handley, direttore d'orchestra britannico (n. 1930)
- 10 settembre - Sherrill Headrick, giocatore di football americano statunitense (n. 1937)
- 10 settembre - Mike Santos, cestista statunitense (n. 1956)
- 11 settembre - Silvano Armaroli, politico italiano (n. 1924)
- 11 settembre - Salvatore Contino, pittore italiano (n. 1922)
- 11 settembre - Klaus Johann Jacobs, imprenditore svizzero (n. 1936)
- 11 settembre - Roberto Lavagnini, politico italiano (n. 1934)
- 11 settembre - Yan Thomas, giurista e storico francese (n. 1943)
- 12 settembre - Camila Ashland, attrice statunitense (n. 1911)
- 12 settembre - Simon Hantaï, pittore ungherese (n. 1922)
- 12 settembre - László Novakovszky, cestista ungherese (n. 1923)
- 12 settembre - Ferenc Velkei, cestista e pallamanista ungherese (n. 1915)
- 12 settembre - David Foster Wallace, scrittore e saggista statunitense (n. 1962)
- 13 settembre - Denis Barthel, cantante, militare e imprenditore inglese (n. 1916)
- 13 settembre - Peter Camejo, attivista e politico statunitense (n. 1939)
- 13 settembre - Piero Gambacciani, architetto italiano (n. 1923)
- 13 settembre - Bob Roper, cestista statunitense (n. 1928)
- 13 settembre - Rubén Héctor Sosa, calciatore argentino (n. 1936)
- 13 settembre - Olin Stephens, velista statunitense (n. 1908)
- 13 settembre - Giorgio Zampa, giornalista e germanista italiano (n. 1921)
- 14 settembre - Mu Tiezhu, cestista cinese (n. 1949)
- 14 settembre - Fortunato Pasqualino, scrittore, drammaturgo e filosofo italiano (n. 1923)
- 14 settembre - Gennadij Nikolaevič Trošev, generale russo (n. 1947)
- 15 settembre - Richard Wright, cantautore, tastierista e polistrumentista britannico (n. 1943)
- 16 settembre - Giorgio Bettinelli, cantautore italiano (n. 1955)
- 16 settembre - Stefano Rosso, cantautore e chitarrista italiano (n. 1948)
- 16 settembre - Norman Whitfield, produttore discografico, paroliere e compositore statunitense (n. 1940)
- 16 settembre - Anatolij Markovič Žabotinskij, fisico sovietico (n. 1938)
- 17 settembre - José María Cirarda Lachiondo, arcivescovo cattolico spagnolo (n. 1917)
- 17 settembre - James Crumley, scrittore statunitense (n. 1939)
- 17 settembre - Inga Fischer-Hjalmars, fisica, chimica e umanista svedese (n. 1918)
- 17 settembre - Fausto Gardini, tennista italiano (n. 1930)
- 17 settembre - Humberto Solás, regista e sceneggiatore cubano (n. 1941)
- 17 settembre - Lu'lu'a bint Abd al-Aziz Al Sa'ud, principessa saudita (n. 1928)
- 18 settembre - Leo de Berardinis, attore teatrale, regista teatrale e drammaturgo italiano (n. 1940)
- 18 settembre - Maeve Fort, diplomatica inglese (n. 1940)
- 18 settembre - Mauricio Kagel, compositore argentino (n. 1931)
- 18 settembre - Florestano Vancini, regista e sceneggiatore italiano (n. 1926)
- 19 settembre - Ernie Andres, cestista, allenatore di pallacanestro e giocatore di baseball statunitense (n. 1918)
- 19 settembre - Bruno Dozzini, poeta italiano (n. 1920)
- 19 settembre - Luigi Guardigli, pittore italiano (n. 1923)
- 19 settembre - Jun Ichikawa, regista giapponese (n. 1948)
- 19 settembre - Bob O'Brien, cestista statunitense (n. 1927)
- 20 settembre - Corrado Balducci, presbitero italiano (n. 1923)
- 20 settembre - Wilfrid Dixon, statistico statunitense (n. 1915)
- 20 settembre - Július Strnisko, lottatore cecoslovacco (n. 1958)
- 21 settembre - Luigi Gozzi, drammaturgo e regista teatrale italiano (n. 1935)
- 21 settembre - Walter Haummer, calciatore austriaco (n. 1928)
- 21 settembre - Dingiri Banda Wijetunga, politico singalese (n. 1916)
- 22 settembre - Luigi Schenoni, traduttore italiano (n. 1935)
- 23 settembre - Rudolf Illovszky, allenatore di calcio e calciatore ungherese (n. 1922)
- 23 settembre - Pedro Masó, regista spagnolo (n. 1927)
- 24 settembre - Jacqueline Biny, cestista francese (n. 1928)
- 24 settembre - Manuel Camacho, calciatore messicano (n. 1929)
- 24 settembre - Oliver Crawford, sceneggiatore e scrittore statunitense (n. 1917)
- 24 settembre - Irene Dailey, attrice statunitense (n. 1920)
- 24 settembre - Michel Modo, attore, comico e doppiatore francese (n. 1937)
- 24 settembre - Giustina Prestento, artista italiana (n. 1925)
- 24 settembre - Vice Vukov, cantante croato (n. 1941)
- 25 settembre - Franco Bassani, fisico italiano (n. 1929)
- 25 settembre - Åke Julin, pallanuotista e nuotatore svedese (n. 1919)
- 25 settembre - Nino Kirov, scacchista bulgaro (n. 1945)
- 25 settembre - Daniele Macciantelli, poliziotto italiano (n. 1972)
- 25 settembre - Horațiu Rădulescu, compositore romeno (n. 1942)
- 25 settembre - Ralph Sazio, giocatore di football americano, allenatore di football americano e dirigente sportivo italiano (n. 1922)
- 25 settembre - Karl Franz Tausch, militare tedesco (n. 1922)
- 26 settembre - Jimmy Adam, calciatore scozzese (n. 1931)
- 26 settembre - Robert Fisher, scrittore statunitense (n. 1943)
- 26 settembre - Jolán Jászai, attrice ungherese (n. 1907)
- 26 settembre - Géza Kalocsay, allenatore di calcio e calciatore cecoslovacco (n. 1913)
- 26 settembre - Aggie Kukulowicz, hockeista su ghiaccio, traduttore e dirigente d'azienda canadese (n. 1933)
- 26 settembre - Giuseppe Merighi, medaglista, scultore e pittore italiano (n. 1930)
- 26 settembre - Marc Moulin, musicista e giornalista belga (n. 1942)
- 26 settembre - Paul Newman, attore e regista statunitense (n. 1925)
- 26 settembre - Cirio H. Santiago, regista, produttore cinematografico e sceneggiatore filippino (n. 1936)
- 27 settembre - Mahendra Kapoor, cantante indiano (n. 1934)
- 27 settembre - Bryan Morrison, imprenditore e giocatore di polo britannico (n. 1942)
- 27 settembre - Jimmy Murray, calciatore inglese (n. 1935)
- 27 settembre - Henri Pachard, regista statunitense (n. 1939)
- 27 settembre - Marcello Tommasi, scultore e pittore italiano (n. 1928)
- 28 settembre - Andrzej Badeński, velocista polacco (n. 1943)
- 28 settembre - Malalai Kakar, poliziotta afghana (n. 1967)
- 28 settembre - Anatolij Alekseevič Karacuba, matematico russo (n. 1937)
- 28 settembre - Giovanni Lombardi, politico italiano (n. 1914)
- 28 settembre - Vladimir Michajlov, scrittore russo (n. 1929)
- 28 settembre - Sandro Palmieri, attore italiano (n. 1963)
- 28 settembre - Athos Tanzini, schermidore italiano (n. 1913)
- 29 settembre - Renato Ascari Raccagni, politico italiano (n. 1920)
- 29 settembre - Louis Guss, attore statunitense (n. 1918)
- 29 settembre - Luis de Souza Ferreira, calciatore peruviano (n. 1908)
- 30 settembre - Christa Reinig, scrittrice, poetessa e drammaturga tedesca (n. 1926)